# Екатерина Палланская
Катери́на Палла́нская, урожд. Катерина Мориджи (итал. Caterina da Pallanza; 1437, Палланца, Пьемонт — 6 апреля 1478, Сакро-Монте-ди-Варесе, Варезе (провинция)) — итальянская блаженная, монахиня, основательница ордена отшельников амвросианских.

## Жизнеописание
Катерина родилась в обеспеченной семье в городе Палланца, расположенном на берегу озера Лаго-Маджоре. Традиционно считается, что она относится к знатному роду итальянских дворян Мориджи (или Мориджа), хотя по документам XV века числится под фамилией «де Руффинис». В раннем возрасте Катерина теряет из-за эпидемии свою семью вследствие чего уезжает в Милан. Приблизительно в 1450 году она присоединяется к женской отшельнической общине, живущей при храме Девы Марии — Санта Мария дель Монте ди Велате, вокруг которого позже был построен ансамбль Сакро-Монте-ди-Варесе. Примерно в 1470 году общину поражает чума, в этот период она начинает активно заниматься лечением больных.
После эпидемии Катерина остаётся единственной выжившей среди монахинь. Вскоре к ней присоединяются другие женщины, среди которых Джулиана Пуричелли из Бусто-Арсицио. 10 ноября 1474 года папа римский Сикст IV, по просьбе Галеаццо Марии Сфорца, дал монахине согласие на возведение монастыря следующего Уставу святого Августина и законам Ордена Братьев святого Амвросия. 10 августа 1476 года женщины дали обет нестяжания, целомудрия, повиновения и стали монахинями.
Катерина Палланская была назначена первой аббатисой монастыря, после её смерти титул перешёл преемнице Джулиане Пуричелли.

## Культ
Культ её восхваления, возникший сразу после смерти, был узаконен Священной Конгрегацией обрядов 12 сентября 1769 года и подтверждён папой римским Климентом XIV 16 сентября.
Римский мартиролог устанавливает её день памяти 6 апреля.